# Eberndorf
Eberndorf (słoweń. Dobrla vas) – gmina targowa w Austrii, w kraju związkowym Karyntia,  w powiecie Völkermarkt. Liczy 5845 mieszkańców (1 stycznia 2015).